# Diagram (categorietheorie)
In de categorietheorie, een abstract deelgebied van de wiskunde, is een diagram het categoriale analogon van een geïndexeerde familie in de verzamelingenleer. Het belangrijkste verschil is dat men in de categoriale context ook te maken heeft met morfismen: een geïndexeerde familie van verzamelingen binnen een collectie van verzamelingen, geïndexeerd door een vaste verzameling (of op equivalente wijze, een functie van een vaste index verzameling naar de klasse van verzamelingen), terwijl een diagram een collectie van objecten en morfismen is, die is geïndexeerd door een vaste categorie (op  equivalente wijze als een functor van een vaste index categorie naar enige andere categorie).
Formeel is een diagram een element van een functorcategorie.
Diagrammen worden in de categorietheorie gebruikt in de definitie van limiet en colimieten en de gerelateerde notie van kegels.